# 1 Pułk Grenadierów (Cesarstwo Niemieckie)
1 Pułk Grenadierów im. następcy tronu (1 Wschodniopruski) (niem. Königlich-Preußisches Grenadier-Regiment Kronprinz (1. Ostpreussisches) Nr. 1') – pułk piechoty niemieckiej.

## Formowanie i walki
Pułk sformowany 20 grudnia 1655  na terenie Pomorza i Nowej Marchii pod nazwą 2 Pułk Piechoty Królestwa Prus (niem. Infanterieregiment Nr. 2).
Założycielem pułku był Fryderyk Wilhelm Hohenzollern (Wielki Elektor). Oddział walczył m.in. przeciw Austrii w 1866 oraz przeciw Francji w latach 1870–1871.
W wyniku mobilizacji, w sierpniu 1914 pułk osiągnął gotowość bojową i w składzie 1 Brygady Piechoty 1 Dywizji został wysłany na front wschodni.

## Schemat organizacyjny
- I Korpus Armii Niemieckiej – Królewiec
  - 1 Dywizja Piechoty  (1. Infanterie-Division) – Królewiec
    - 1 Brygada Piechoty  (1. Infanterie-Brigade) – Królewiec
      - 1 Pułk Grenadierów im. następcy tronu (1 Wschodniopruski) – Królewiec